# Colotepec, Chilapa de Álvarez
Colotepec är en ort i Mexiko.   Den ligger i kommunen Chilapa de Álvarez och delstaten Guerrero, i den södra delen av landet, 210 km söder om huvudstaden Mexico City. Colotepec ligger 1 604 meter över havet och antalet invånare är 329.
Terrängen runt Colotepec är huvudsakligen kuperad, men åt sydost är den bergig. Runt Colotepec är det ganska glesbefolkat, med 39 invånare per kvadratkilometer. Närmaste större samhälle är Chilapa de Alvarez, 11,7 km norr om Colotepec. I omgivningarna runt Colotepec växer huvudsakligen savannskog.